# Varicellariaceae
Varicellariaceae B.P. Hodk., R.C. Harris & Lendemer ex Lumbsch & Leavitt – rodzina grzybów z rzędu otwornicowców (Pertusariales).

## Systematyka
Pozycja w klasyfikacji według Index Fungorum
Pertusariales, Ostropomycetidae, Lecanoromycetes, Pezizomycotina, Ascomycota, Fungi.
Według CABI databases bazującej na Ditionary of the Fungi jest to takson monotypowy:.
- rodzina Varicellariaceae' B.P. Hodk., R.C. Harris & Lendemer ex Lumbsch & Leavitt
  - rodzaj Varicellaria Nyl. 185[2].

## Gatunki występujące w Polsce
- Varicellaria lactea (L.) I. Schmitt & Lumbsch 2012 – tzw. otwornica mleczna
- Varicellaria rhodocarpa (Körb.) Th. Fr. 1871 – ospowiec czerwony

Nazwy naukowe na podstawie Index Fungorum. Uwzględniono tylko taksony zweryfikowane. Nazwy polskie według W. Fałtynowicza.